# Early, Texas
Early là một thành phố thuộc quận Brown, tiểu bang Texas, Hoa Kỳ. Năm 2010, dân số của xã này là 2762 người.

## Dân số
- Dân số năm 2000: 2588 người.
- Dân số năm 2010: 2762 người.